# Rainionmäki ja Sammalsuon pelto
Rainionmäki ja Sammalsuon pelto este o arie protejată (arie specială de conservare — SAC, sit de importanță comunitară — SCI) din Finlanda întinsă pe o suprafață de 39 ha, integral pe uscat.

## Localizare
Centrul sitului Rainionmäki ja Sammalsuon pelto este situat la coordonatele 60°41′54″N 26°52′46″E / 60.6983°N 26.8794°E.

## Înființare
Situl Rainionmäki ja Sammalsuon pelto a fost declarat sit de importanță comunitară în iunie 2005 pentru a proteja 2 specii de animale. Situl a fost protejat și ca arie specială de conservare în aprilie 2015.

## Biodiversitate
Situată în ecoregiunea boreală, aria protejată conține 2 habitate naturale: Taiga vestică, Mlaștini împădurite.
La baza desemnării sitului se află mai multe specii protejate:
- mamifere (1): veveriță zburătoare siberiană (Pteromys volans)
- nevertebrate (1): fluturele flitirar (Euphydryas maturna)